# Hemilepidotus zapus
Hemilepidotus zapus är en fiskart som beskrevs av Gilbert och Burke 1912. Hemilepidotus zapus ingår i släktet Hemilepidotus och familjen simpor. Inga underarter finns listade i Catalogue of Life.